# 拉塔克礁鏈

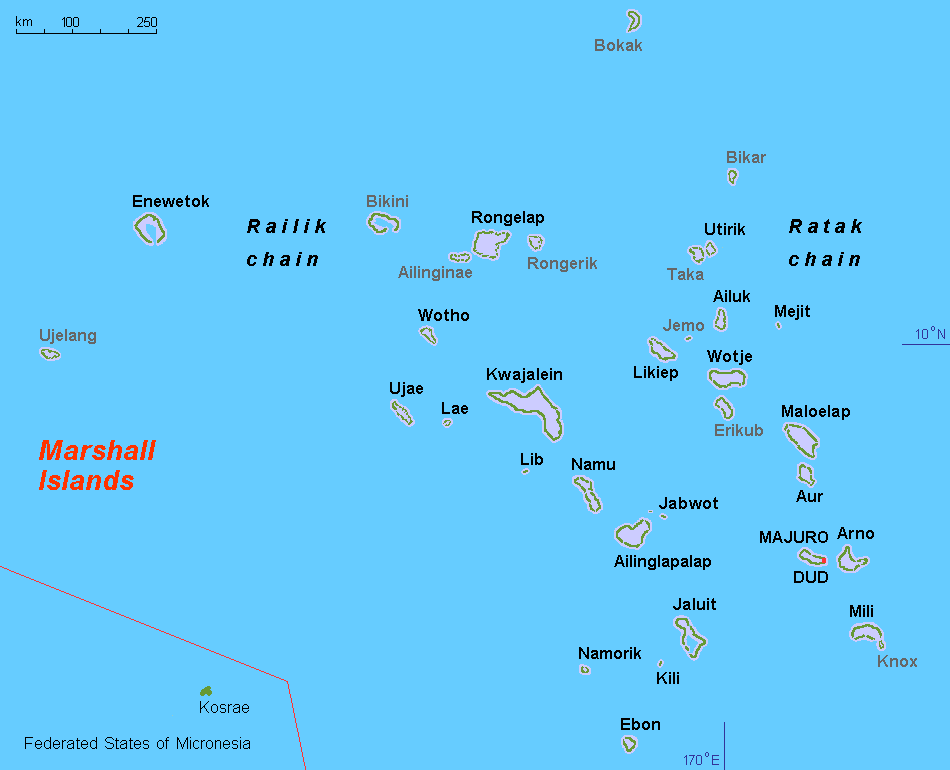
拉塔克礁鏈位於馬紹爾群島東部（圖右）

拉塔克礁鏈是太平洋島國馬紹爾群島的群島，「拉塔克」的意思是「日出」，島上總人口30,925。
有人居住的環礁與島嶼如下︰
- 艾盧克環礁
- 阿爾諾環礁
- 奧爾環礁
- 利基普環礁
- 马朱罗环礁
- 馬洛埃拉普環礁
- 梅吉特島
- 米利環礁
- 烏蒂里克環礁
- 沃傑環礁

無人居住的環礁如下︰
- 比卡爾環礁
- 塔翁吉環礁
- 埃里庫布環礁
- 杰莫環礁
- 諾克斯環礁
- 塔卡環礁

9°00′N 171°00′E / 9.000°N 171.000°E